# Sant Joan de Mas Trilla
Sant Joan de Mas Trilla és una església d'Oliola (Noguera) inclosa a l'Inventari del Patrimoni Arquitectònic de Catalunya.

## Descripció
Petita capella de planta quasi quadrada de construcció molt senzilla. A la façana hi ha una porta adovellada amb arc de mig punt i al damunt de la porta hi ha un ull de bou, actualment cec. A la part superior de la façana hi ha una espadanya sense campana. La teulada és de doble vessant. Tota l'obra està realitzada amb carreus de pedra.

## Història
La capella de Sant Joan es troba al Mas d'En Trilla, prop de Renant, la seva data de construcció no la sabem amb certesa. Fou construïda pel amo del mas i actualment no compleix cap finalitat religiosa.